# Wasaburo Oishi
Wasaburo Oishi (大石 和三郎 Ōishi Wasaburō?, 15 de marzo de 1874-18 de diciembre de 1950) fue un meteorólogo japonés. Aborigen de Tosu, Prefectura de Saga, es conocido por su descubrimiento de corrientes de aire en altas altitudes, hoy conocidas como la corriente en chorro. Fue también un importante difusor del esperanto, sirviendo, por ejemplo, como el segundo Presidente de la Junta del Instituto Esperanto de Japón desde 1930 a 1945.

## Corriente en chorro e idioma esperanto
Escribió el primer informe oficial del "Observatorio Aerológico de Japón" (escrito en 1926 y en el idioma auxiliar esperanto). En ese reporte (Raporto de Aerologia Observatorio de Tateno) los registros de datos se estratificaron, por estación, y los usó para producir perfiles medios de vientos estacionales. Los perfiles, para el invierno, dio la primera evidencia conocida de la persistencia de fuertes vientos del oeste sobre Japón, que más tarde, se conocerían como la corriente en chorro. En un intento por llegar a una audiencia extranjera que no responde, Wasaburo Oishi publicó diecinueve informes, entre 1926 y 1944, todos ellos escritos en esperanto, en un total de 1246 páginas.

## Segunda Guerra Mundial
Los estudios de Wasaburo sobre la corriente en chorro, le permitieron a Japón atacar a EE. UU. durante la Segunda Guerra Mundial con al menos 9 mil bombas incendiarias cargadas en globos estratosféricos [y luego arrojados por un mecanismo temporizador en los bosques de EE. UU.
 Muy pocas bombas en esta campaña de bombardeo, llamadas Proyecto Fu-Go, de hecho alcanzaron sus objetivos. "Guiadas, por las tablas de viento de Ooishi, 9.000 bombas globo, llamadas Fu-go, fueron desatadas por Japón entre noviembre de 1944 y abril de 1945." Los cálculos de viento de Oishi fueron incorrectos, y en lugar de tomar 65 h para llegar a los EE. UU. desde Japón, demoraron 96 h en promedio. Como resultado, la mayoría de los globos de fuego cayeron inofensivamente en el océano Pacífico, en lugar del continente americano.

## Su posición política sobre los idiomas
El nombre de Oishi Wasaburo apareció en la "Protesta a la Conferencia Pancientífica sobre el uso de idiomas". Entre los otros signatarios se encuentran los nombres del Dr. S-Nakamura, miembro de la Academia Imperial, el Dr. A. Oka, un pionero del esperanto en Japón y Shishido Keiichi, cuyo informe es el siguiente:

"De acuerdo con la decisión del XIVº Congreso de Esperanto, se firmó una protesta con firmas de diecisiete personas, por el idioma utilizado para la Conferencia. La conferencia significó que solo un solo idioma debería usarse incondicionalmente: inglés. La protesta era ofrecer el esperanto como idioma oficial; permitiendo el idioma inglés, si se permitía el japonés.

El impacto de la protesta fue brillante. Casi todos los periódicos de Japón informaron esto con excelentes cartas, y la conferencia decidió utilizar un idioma de elección. Además, tenían que informar a los partícipes del círculo científico para poder imponer su propio idioma a los extranjeros y todos deberían usar el esperanto como el idioma internacional más apropiado para el acuerdo internacional.